# No.6 Collaborations Project
No.6 Collaborations Project is het vierde studioalbum van Ed Sheeran. Het werd uitgegeven op 12 juli 2019 door Asylum Records en Atlantic Records. Alle nummers op het album zijn samenwerkingen van Ed Sheeran met andere artiesten.
Voorafgaand aan het album verschenen vijf singles, namelijk "I Don't Care" met Justin Bieber, "Cross Me" met Chance the Rapper en PnB Rock, "Beautiful People" met Khalid, "Best Part of Me" met Yebba en "Blow" met Chris Stapleton en Bruno Mars. Tegelijkertijd met het album zelf werden de singles "Antisocial" met Travis Scott en "South of the Border" met Camila Cabello en Cardi B uitgegeven. Later, op 9 augustus 2019, werd "Take Me Back to London" als single uitgegeven.

## Achtergrond
In 2011 maakte Ed Sheeran de ep No. 5 Collaborations Project, waarvan elk nummer een samenwerking met een andere artiest is. Bij de aankonding van No.6 Collaborations Project op 23 mei 2019 zei hij dat hij sinds de uitgave van No. 5 Collaborations Project nog zo'n album wilde maken. Ook zei hij groot fan te zijn van alle artiesten die naast hem op No.6 Collaborations Project te horen zijn.

## Singles
De eerste single van No.6 Collaborations Project was "I Don't Care" en verscheen op 10 mei 2019. Op "I Don't Care" zingt Ed Sheeran samen met Justin Bieber. Het is het eerste nummer waarop Sheeran en Bieber samen te horen zijn, hoewel Sheeran wel meeschreef aan de nummers "Love Yourself" en "Cold Water" waarop Bieber zingt.
"Cross Me" werd op 24 mei 2019 uitgegeven als de tweede single van het album. Het nummer is een samenwerking met de rappers Chance the Rapper en PnB Rock. Het bevat een sample van een freestyle van PnB Rock voor het hiphopmagazine XXL.
"Beautiful People" was de derde single van het album en kwam uit op 28 juni 2019. Khalid is samen met Sheeran te horen op deze single. Het nummer gaat over het trouw blijven aan een eigen identiteit.
"Best Part of Me" kwam uit op 5 juli 2019 en was de vierde single van No.6 Collaborations Project. Het nummer is een akoestische ballad waarop Sheeran zingt met Yebba.
Op 5 juli 2019 verscheen ook de vijfde single van het album, genaamd "Blow". Op het rocknummer werkt Sheeran samen met de Amerikaanse artiesten Chris Stapleton and Bruno Mars.
"Antisocial", de zesde single van het album, werd tegelijkertijd met het album uitgegeven, op 12 juli 2019. Op dit nummer is naast Sheeran de Amerikaanse rapper Travis Scott te horen.
Ook "South of the Border", een nummer van Sheeran met Camila Cabello en Cardi B, werd op 12 juli 2019 uitgebracht.
Op 9 augustus 2019 kwam de achtste single van het album uit, namelijk "Take Me Back to London".

## Tracklist
| 1.                 | Beautiful People (met Khalid)                         | Edward Sheeran, Khalid Robinson, Karl Sandberg, Karl Schuster, Frederik Gibson                                          | Max Martin, Shellback, Fred, Sheeran, Alex Gibson | 3:17 |
| 2.                 | South of the Border (met Camila Cabello en Cardi B)   | Sheeran, Cabello, Belcalis Almanzar, Gibson, Steve Mac, Jordan Thorpe                                                   | Sheeran, Fred, Mac                                | 3:24 |
| 3.                 | Cross Me (met Chance the Rapper en PnB Rock)          | Sheeran, Gibson, Chancellor Bennett, Rakim Allen                                                                        | Fred                                              | 3:26 |
| 4.                 | Take Me Back to London (met Stormzy)                  | Sheeran, Schuster, Michael Omari Jnr, Sandberg, Gibson                                                                  | Skrillex, Kenny Beats, Fred                       | 3:09 |
| 5.                 | Best Part of Me (met Yebba)                           | Sheeran, Abbey Smith, Benjamin Levin                                                                                    | Sheeran, Benny Blanco, Joe Rubel                  | 4:03 |
| 6.                 | I Don't Care (met Justin Bieber)                      | Sheeran, Bieber, Jason Boyd, Sandberg, Schuster, Gibson                                                                 | Martin, Shellback, Fred                           | 3:39 |
| 7.                 | Antisocial (met Travis Scott)                         | Sheeran, Jacques Webster, Gibson, Joseph Saddler                                                                        | Fred                                              | 2:41 |
| 8.                 | Remember the Name (met Eminem en 50 Cent)             | Sheeran, Schuster, Sandberg, Curtis Jackson, Marshall Mathers, Rico Wade, Ray Murray, Sleepy Brown, Big Boi, André 3000 | Sheeran, Shellback, Martin, Fred                  | 3:27 |
| 9.                 | Feels (met Young Thug en J Hus)                       | Sheeran, Jeffery Williams, Momodou Jallow, Gibson                                                                       | Fred                                              | 2:30 |
| 10.                | Put It All on Me (met Ella Mai)                       | Sheeran, Mai, Gibson | Fred                                              | 3:17 |
| 11.                | Nothing on You (met Paulo Londra en Dave)             | Sheeran, Gibson, Ovy On The Drums, The KristoMan, Londra, David Omoregie                                                | Fred                                              | 3:20 |
| 12.                | I Don't Want Your Money (met H.E.R.)                  | Sheeran, Anthony Jefferies, Joe Reeves, Gabi Wilson                                                                     | Nineteen85                                        | 3:24 |
| 13.                | 1000 Nights (met Meek Mill en A Boogie wit da Hoodie) | Sheeran, Robert Williams, Artist Dubose, Gibson, Matthew Samuels, Jahaan Sweet                                          | Fred, Boi-1da, Sweet                              | 3:32 |
| 14.                | Way to Break My Heart (met Skrillex)                  | Sheeran, Skrillex, Mac                                                                                                  | Skrillex, Mac                                     | 3:10 |
| 15.                | Blow (met Chris Stapleton en Bruno Mars)              | Sheeran, Christopher Stapleton, Bard McNamee, Bruno Mars, Brody Brown, Frank Rogers, Greg McKee, J.T. Cure              | Mars                                              | 3:29 |
| Totale duur: 49:48 |                                                       | |                                                   |      |